# (11485) Zinzendorf
(11485) Zinzendorf est un astéroïde de la ceinture principale.

## Description
(11485) Zinzendorf est un astéroïde de la ceinture principale. Il fut découvert le 8 septembre 1988 à Tautenburg par Freimut Börngen. Il présente une orbite caractérisée par un demi-grand axe de 3,16 UA, une excentricité de 0,16 et une inclinaison de 1,7° par rapport à l'écliptique.

## Compléments